# Atrococcus pauperculus
Atrococcus pauperculus är en insektsart som beskrevs av Danzig 1998. Atrococcus pauperculus ingår i släktet Atrococcus och familjen ullsköldlöss. Inga underarter finns listade i Catalogue of Life.